# Coxicerberus predatoris
Coxicerberus predatoris är en kräftdjursart som först beskrevs av Gnanamuthu 1954.  Coxicerberus predatoris ingår i släktet Coxicerberus och familjen Microcerberidae. Inga underarter finns listade i Catalogue of Life.